# Христо Лисичков
Христо Трайков Лисичков е български просветен деец и революционер, член на Вътрешната македоно-одринска революционна организация.

## Биография
Роден е в южномакедонското градче Богданци, тогава в Османската империя. Работи като учител в родния си град. В началото на 1901 година като член на ВМОРО е арестуван по време на Солунската афера и е заточен в Подрум кале. През пролетта на 1903 година е амнистиран. Завръща се в Македония и продължава да се занимава с революционна дейност и в 1905 година е районен ръководител на ВМОРО в Богданци.
В 1934 година е избран в Националния комитет на македонските братства.